# 大庄村 (富山県)
大庄村（おおしょうむら）は、かつて富山県上新川郡に存在した村の1つである。

## 歴史
- 1889年（明治22年）4月1日 - 町村制の施行により、上新川郡田畠村、善名村、下番村、下馬瀬口村、上馬瀬口村、東荒屋村、下大浦村、中大浦村、上大浦村、西文殊寺村、花崎村、小原屋村及び桑原村の区域をもって、上新川郡大庄村が発足する。
- 1917年（大正6年） - 大字上馬瀬口と下馬瀬口が合併して馬瀬口となる[3]。
  - 同時期には、大字西文珠寺が大栗、東荒屋が中番と改称[3]。
- 1955年（昭和30年）1月1日 - 上新川郡上滝町、大山村、大庄村及び福沢村が合併して、上新川郡大山町が発足する。

## 歴代村長
出典→
1. 窪木安道（1889年5月 - 1895年2月）
2. 与沢平作（1895年3月 - 1896年1月）
3. 水原恒造（1896年3月 - 1897年11月）
4. 田辺平之助（1897年11月 - 1904年2月）
5. 窪木安道（1904年2月 - 1907年3月）
6. 与沢平作（1907年3月 - 1907年8月）
7. 早水荘三（1907年9月 - 1907年11月）
8. 野尻文右衛門（1907年12月 - 1908年3月）
9. 与沢平作（1908年3月 - 1911年4月）
10. 清水久作（1911年4月 - 1911年10月）
11. 田近正貞（1911年10月 - 1915年7月）
12. 若土磯次郎（1915年11月 - 1919年11月）
13. 羽柴藤治郎（1919年12月 - 1923年12月）
14. 野尻文之（1923年2月 - 1928年2月）
15. 窪木安輔（1928年3月 - 1929年6月）
16. 田近正貞（1929年7月 - 1933年7月）
17. 田近正貞（1933年8月 - 1937年7月）
18. 田近正貞（1937年8月 - 1941年8月）
19. 田近正貞（1941年8月 - 1942年4月）
20. 田近正貞（1942年5月 - 1946年5月）
21. 清水金重（1946年5月 - 1947年2月）
22. 水原又造（1947年4月 - 1950年8月）
23. 野沢重（1951年9月 - 1954年12月合併まで）

## 鉄道路線
- 富山地方鉄道上滝線 大庄駅